# Instituto del Teatro de Madrid
El Instituto del Teatro de Madrid (ITEM) es un instituto universitario de la Universidad Complutense de Madrid dedicado a la investigación, difusión, formación y la conservación del patrimonio de las artes escénicas. Para ello, realiza labores tanto de docencia como de investigación. El centro se creó en 2007 por Javier Huerta Calvo.

## Historia
El precedente del Instituto del Teatro de Madrid fue el Seminario de Estudios Teatrales, un grupo de investigación que congregó a profesores universitarios y profesionales de la escena. Esta unión dio como resultado la creación del Doctorado de Estudios Teatrales con el objetivo de que el teatro fuera un área de conocimiento específica en las aulas universitarias.
El entonces rector de la Universidad Complutense, Carlos Berzosa, apoyó la creación del Instituto del Teatro de Madrid bajo la dirección de Javier Huerta Calvo a finales del 2007. La presentación oficial se realizó en el Teatro de La Abadía con la ayuda del director José Luis Gómez. Este acto lo protagonizaron los mismos Javier Huerta, José Luis Gómez además de Dámaso López García, decano de la Facultad de Filología de la UCM y fue presentado por Ignacio Amestoy.
El objetivo fue no solo que el teatro fuera un área de conocimiento en la Universidad española, sino también la investigación de las artes escénicas en sus diversas formas y la enseñanza a través de los planes de estudio que se ofrecieron: Doctorado de Historia y Teoría del Teatro y Máster en Teatro y Artes Escénicas.
Así, desde sus inicios, acogió cuantos proyectos trataran sobre aspectos teóricos, históricos y prácticos del arte escénico. Por ello, en 2009 se iniciaron los trámites para lanzar una colección de breviario sobre teatro y publicar una revista de teatro general y comparado, la revista Pygmalion. En 2019 se lanzó una segunda publicación académica, Talía. Revista de Estudios Teatrales.
En la actualidad, el Instituto del Teatro de Madrid promueve el intercambio docente e investigador con otros centros universitarios, nacionales y extranjeros, coordina la realización de proyectos de investigación y organiza ciclos de conferencias. Además, mantiene el objetivo inicial de ser una institución que combine el teatro como área de conocimiento y práctica escénica para lo cual impulsa una sección de publicaciones y sirve de enlace entre el mundo de la escena y la universidad.

## Organización

### Directores
- Javier Huerta Calvo: director desde 2007 hasta 2017. Catedrático de la Universidad Complutense y especialista en Teatro del Siglo de Oro, teatro breve y teatro contemporáneo. Es autor de varias historias del teatro español.
- Julio Vélez Sainz: director desde 2017 hasta el presente. Catedrático de la Universidad Complutense y especialista en Teatro del Siglo de Oro. Autor de monografías de dramaturgos del siglo XVI.

## Programas sobre Artes Escénicas
En cuanto al carácter docente e investigador, el Instituto del Teatro de Madrid propuso una serie de programas universitarios que introdujeran a las artes escénicas en las aulas universitarias con el objetivo de eliminar la barrera que se había establecido entre la investigación de las Artes Escénicas y su puesta en los escenarios.
En la puesta en marcha de estos programas resultó de gran importancia el apoyo de otras instituciones como la Escuela Superior de Arte Dramático de Castilla y León dirigida entonces por el dramaturgo José Gabriel López Antuñano.
1. Doctorado en Estudios Teatrales: anteriormente llamado Doctorado en “Historia y Teoría del Teatro".
2. Máster en Teatro y Artes Escénicas: máster universitario de carácter investigador.
3. Título Propio. Máster de Voz y Habla Artística: es un máster de carácter teórico y práctico profesionalizante. Propone cubrir el espacio de conocimiento de la voz y la palabra en la universidad española muy similar al MA Voice Studies de la Royal Central School of Speech and Drama de la Universidad de Londres.

Además de estos programas universitarios, el ITEM ha organizado numerosos Congresos y Coloquios (nacionales e internacionales) en el contexto de la Universidad Complutense o al amparo de otras instituciones como la Real Escuela Superior de Arte Dramático, el Teatro Español, la Fundación Universitaria Española, y otras universidades nacionales.
- Simposio Internacional Teatro y Totalitarismos (noviembre de 2022)[12]
- Congreso Internacional El Coliseo del Buen Retiro y el teatro cortesano español del Barroco (noviembre de 2022)[13]
- Congreso Cien años de luces (en torno al centenario de la publicación de Luces de Bohemia) (octubre de 2020)[14]

## Compañía de teatro del Instituto del Teatro de Madrid
En cuanto al carácter artístico, el Instituto del Teatro de Madrid lleva tiempo desarrollando el proyecto "Teatro histórico ITEM/UCM". Con este proyecto pretende poner en valor el legado teatral de la tradición en español. Con el apoyo de instituciones del ámbito teatral realiza reconstrucciones historicistas o incluso arqueológicas de obras de teatro que han sido fundamentales en la historia del teatro en español.
Se inició este recorrido con la puesta en escena del auto sacramental La vida es sueño de Calderón de la Barca en el Festival de Almagro 2019. En este proyecto, dirigido por Julio Vélez y Jara Martínez Valderas, los estudiantes del Máster en Teatro y Artes Escénicas y el Doctorado en Estudios Teatrales reconstruyeron la puesta en escena que tuvo lugar en las fiestas del corpus de 1673 desde los mismos planteamientos que hiciera la compañía de Félix Pascual y Manuela Escamilla. Para llevar a cabo esta representación se reconstruyó la  escenografía basada en los cuatro carros de globo que se usaron, una combinación de las cosmovisiones clásica y cristiana.
Asimismo, se complementó la puesta en escena con una música que reconstruye la única partitura histórica del auto, la que se usó en 1753.
La segunda aproximación titulada "Tierra Cervantes. Entremeses y pasos clásicos de La Barraca", dirigida por Begoña del Castillo, se montó en 2021 y se estrenó en el Festival Clásicos en Alcalá. En "Tierra Cervantes" se reconstruyó un entremés atribuido a Cervantes, Los dos habladores, y el paso de Lope de Rueda, La tierra de Jauja, que hiciera La Barraca de Federico García Lorca y Eduardo Ugarte durante la Segunda República Española. En la pieza creada por el ITEM en colaboración con la Compañía AboutBob se reproducen las condiciones de ensayo, las canciones, el trabajo gestual y quinésico (cómo se movían los actores), la escenografía y el figurinismo de la puesta en escena original.
En 2022 se estrena un tercer trabajo de reconstrucción historicista con el montaje "Cielo Calderón o La vida es sueño según Lorca". El actor, director y docente del Máster de Teatro y Artes Escénicas UCM, Sergio Adillo, aborda el Auto Sacramental de La vida es sueño en la versión de La Barraca de Federico García Lorca a partir de la estética original que propuso el pintor Benjamín Palencia.

## Otras Iniciativas
El ITEM también lleva años colaborando con Metro de Madrid en el certamen de teatro breve Crono-Teatro. Una propuesta que lleva el teatro a las estaciones y andenes del suburbano de la capital española.